# Gagnoa

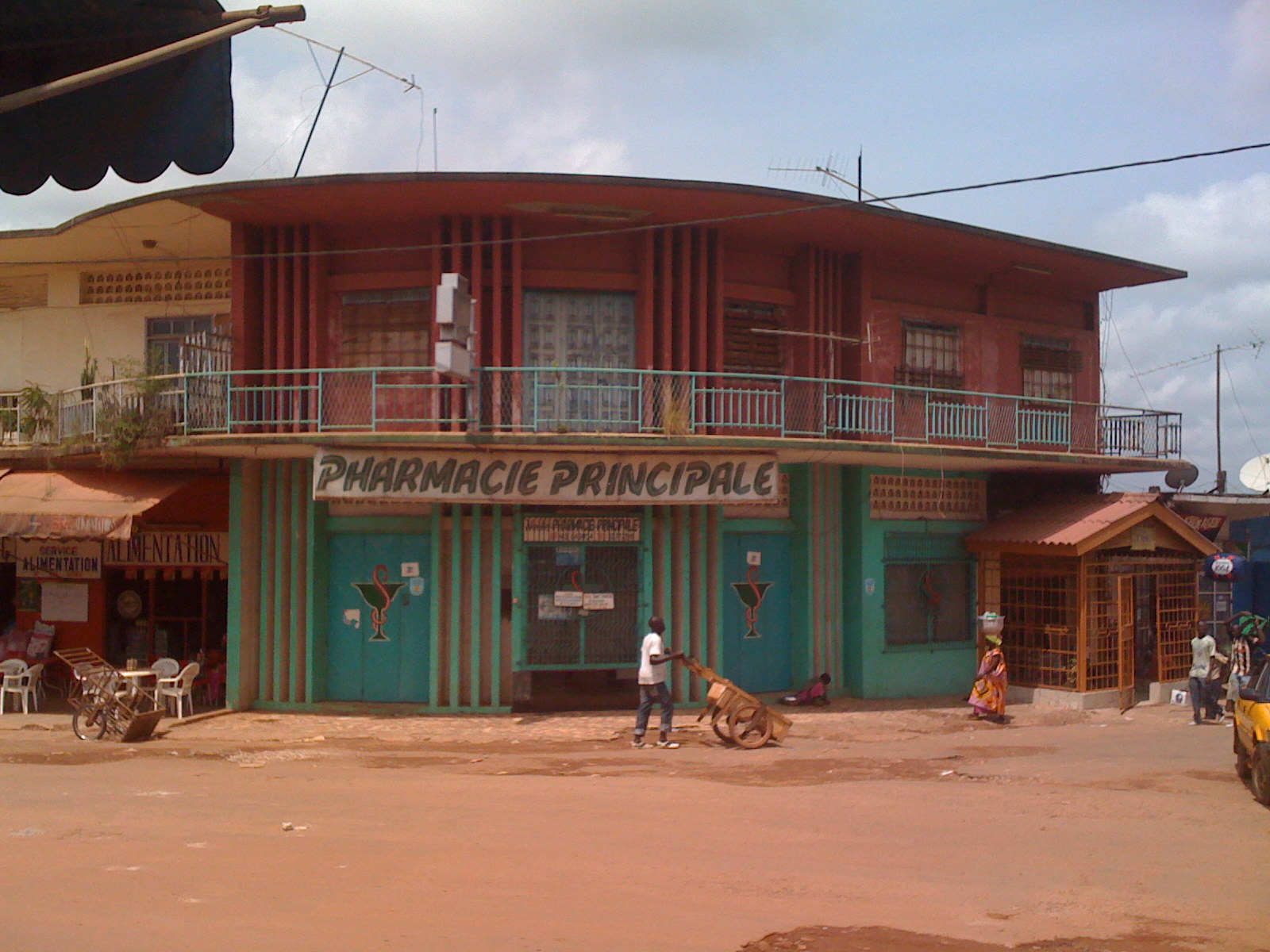
Gagnoa, Apotheke (2009)

Gagnoa ist eine ivorische Stadt, die Hauptstadt der Region Gôh sowie die Hauptstadt des gleichnamigen Départements Gagnoa. Außerdem ist die Stadt das Kerngebiet der Bété-Ethnie.
Laut Zensus von 2014 hat die Stadt 160.465 Einwohner.
Gagnoa ist eine Hochburg der Yacoubisten, der Anhänger des Tidschānīya-Scheichs Yacouba Sylla. Er gründete hier 1939 eine Zāwiya, ein Zentrum für sufische Praktiken. 1955, während eines Aufstands gegen die Dioula, versuchte eine Gruppe der Bété, den Gebäudekomplex zu zerstören.

## Persönlichkeiten
- Samassi Abou (* 1973), französisch-ivorischer Fußballspieler
- Serge Aurier (* 1992), ivorischer Fußballspieler; geboren im heutigen Gemeindegebiet von Fromager gelegenen Dorf Ouaragahio
- Charles Désiré Noël Laurent Dallo (* 1955), Politiker
- Louis-André Dacoury-Tabley (* 1945), Politiker
- Cynthia Djohoré (* 1990), ivorische Fußball- und Volleyballspielerin
- Gerard Bi Goua Gohou (* 1988), ivorischer Fußballspieler
- Laurent Gbagbo (* 1945), ivorischer Politiker
- Philibert Gnagno Fagnidi (* 1953), ivorischer Politiker und Diplomat
- Habib Maïga (* 1996), ivorischer Fußballspieler
- Pascal Miézan (1959–2006), ivorischer Fußballspieler
- Rosvitha Okou (* 1986), Hürdenläuferin
- Didier Otokoré (* 1969), französisch-ivorischer Fußballspieler
- Vegedream (* 1992), Sänger
- Hugues Zagbayou (* 1990), ivorischer Fußballspieler
- Laurent Zahui (* 1960), ivorischer Fußballspieler

### Personen mit Bezug zur Stadt
- Barthélémy Djabla (1936–2008), ivorischer Politiker